# Gare de la Maison d’arrêt de Borgo
Gare de la Maison d'arrêt de Borgo vasútállomás Franciaországban, Borgo településen.

## Vasútvonalak
Az állomást az alábbi vasútvonalak érintik:
- Bastia-Ajaccio-vasútvonal

## Kapcsolódó állomások
A vasútállomáshoz az alábbi állomások vannak a legközelebb:
- Gare de Purettone
- Gare de Borgo